# True Disaster
True Disaster è un singolo della cantante svedese Tove Lo, pubblicato il 15 novembre 2016 come secondo estratto dal secondo album in studio Lady Wood.

## Descrizione
Quarta traccia dell'album e descritta dalla critica specializzata come una canzone elettropop e synth pop, True Disaster è stata scritta dalla medesima interprete con Oscar Holter ed è stata prodotta da quest'ultimo.

## Video musicale
Il videoclip fa parte di un cortometraggio realizzato da Tove Lo insieme ad altre tracce del suo album, intitolato Fairy Dust. Il cortometraggio è stato diretto da Tim Erem ed è stato caricato tramite YouTube il 30 ottobre 2016. Successivamente, il frammento corrispondente a True Disaster, che è stato girato come un one-shot, è stato tagliato e pubblicato alla fine del mese di novembre 2016.

## Tracce
Download digitale – Remixes EP
1. True Disaster (Cut Snake Remix) – 4:22
2. True Disaster (Woody Runs Remix) – 5:30
3. True Disaster (LIOHN Remix) – 2:24
4. True Disaster (Youngr Remix) – 2:43

## Formazione
Musicisti
- Tove Lo – voce
- Oscar Holter – programmazione, basso, tastiera, chitarra, percussioni

Produzione
- Oscar Holter – produzione
- John Hanes – ingegneria del suono
- Tom Coyne – mastering
- Randy Merrill – assistenza al mastering
- Șerban Ghenea – missaggio

## Classifiche
| Classifica (2016-17) | Posizione massima |
| -------------------- | ----------------- |
| Belgio (Vallonia)    | 81                |
| Polonia              | 65                |
| Svezia               | 56                |